# Морозова, Татьяна Ионовна
Татьяна Ионовна Морозова (14 января 1937 — 21 декабря 2017) — передовик советского сельского хозяйства, доярка колхоза «Ленинский путь» Волосовского района Ленинградской области, Герой Социалистического Труда (1966). Депутат Верховного Совета СССР 7-го созыва.

## Биография
Родилась в 1937 году на территории Ярославской области в русской семье крестьянина. В 1948 году её семья переехала в Ленинградскую область в Волосовский район. С 1952 года Татьяна стала работать на ферме "Медниково" колхоза "Ленинский путь", дояркой.
Очень быстро вышла в передовики производства. Сначала надаивала 3 тысячи килограммов молока от каждой закреплённой коровы в год, затем ей покорился результат в 4000 килограммов молока от коровы в год. В 1965 году Морозова перешагнула рубеж в 5 тысяч килограммов молока, а в 1967 году и свыше 6 тысяч.
За достигнутые успехи в развитии животноводства, увеличении производства и заготовок молока, Указом Президиума Верховного Совета СССР от 22 марта 1966 года Татьяне Ионовне Морозовой было присвоено звание Героя Социалистического Труда с вручением ордена Ленина и золотой медали «Серп и Молот».
В дальнейшем продолжала работать на ферме до выхода на заслуженный отдых. Избиралась депутатом Верховного Совета СССР 7-го созыва. Была депутатом сельского Совета, а также членом Волосовского райисполкома.
Проживала в деревне Медниково Волосовского района Ленинградской области. Умерла 21 декабря 2017 года. 

## Награды
За трудовые успехи удостоена:
- золотая звезда «Серп и Молот» (22.03.1966),
- орден Ленина (22.03.1966),
- другие медали.